# Adam Ostaszewski (prezydent Płocka)

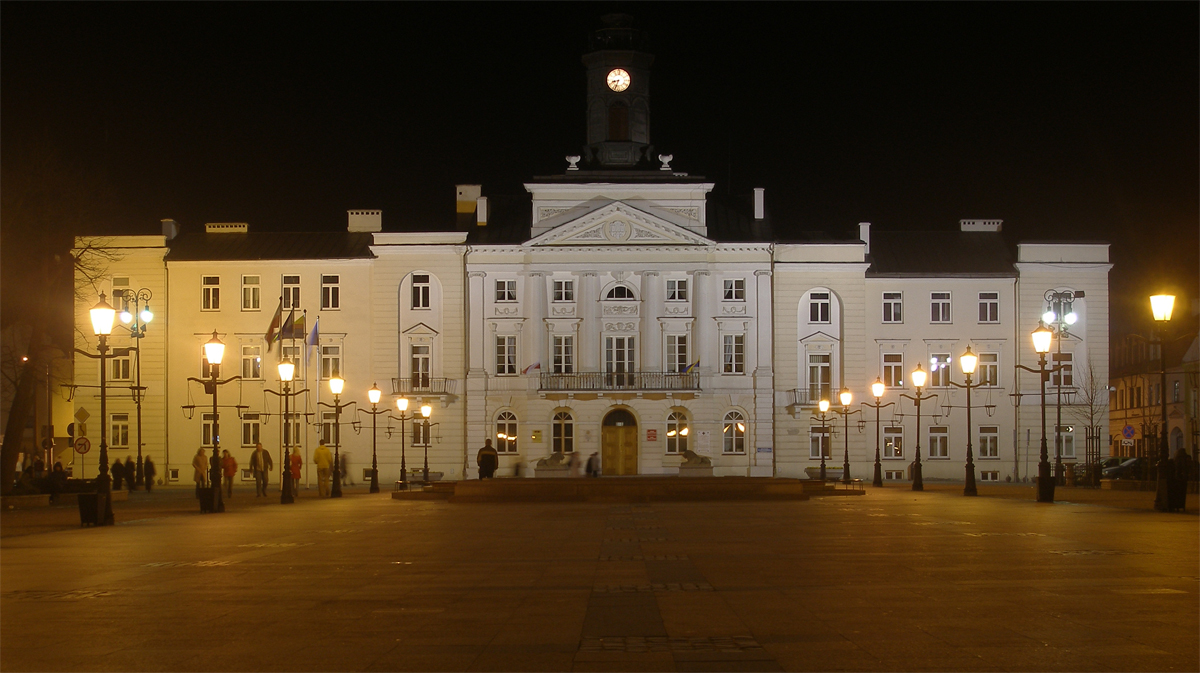
Zabytkowy ratusz w Płocku

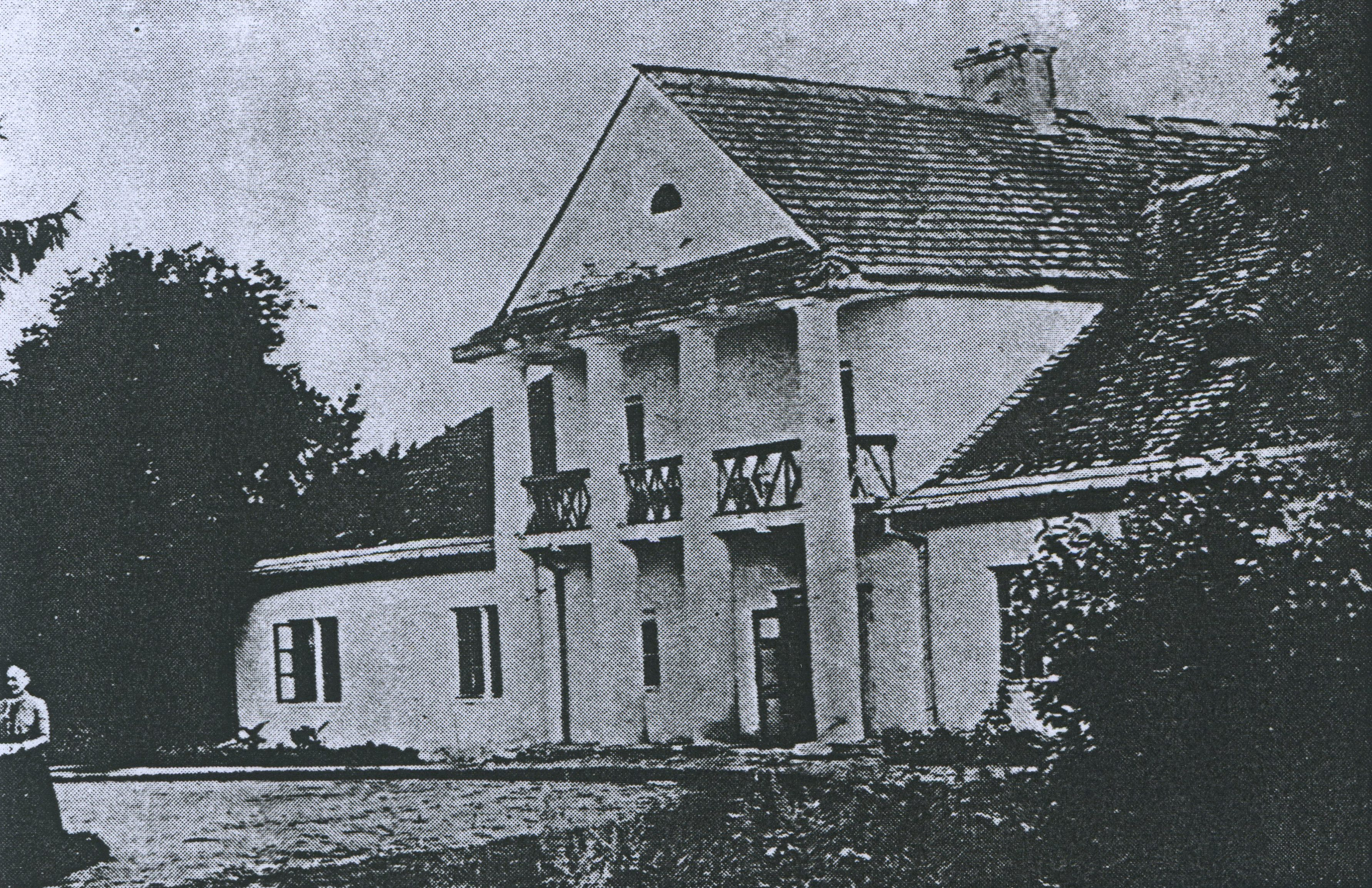
Dwór w Pyszkach

Adam Marian Ostaszewski (ur. 21 listopada 1871 w Pyszkach, zm. 16 grudnia 1934) – prezydent Płocka w latach 1930–1934.

## Życiorys
Urodził się w 1871 roku na Wołyniu jako syn Adama Ostaszewskiego i Marii Huk-Żurakowskiej, właścicieli majątków ziemskich Pyszki i Mieczysławówka na Naddnieprzańskiej Ukrainie. 
Gimnazjum ukończył w Kijowie, tamże studiował na Uniwersytecie na Wydziale Matematyczno-Fizycznym. Następnie studiował w Instytucie Inżynieryjno-Agronomicznym w Gembloux w Belgii, który ukończył z tytułem inżyniera agronoma.
Po studiach osiadł w rodzinnym majątku Pyszki w powiecie Nowogród Wołyński. 
W 1918 roku ratował się ucieczką z terenów objętych rewolucją październikową.
Po odzyskaniu przez Polskę niepodległości w 1918 zajmował kolejno stanowiska prezydenta Łucka, Ołyki i Równego.
Od 21 września 1930 do 27 lutego 1934 był prezydentem Płocka. 
Dał się poznać ze współpracy ponad podziałami partyjnymi z radnymi miasta, którzy wspierali jego inicjatywy. Dokonał w Płocku konwersji długów z krótkoterminowych na długoterminowe. Uporządkował ulice i place. Zainicjował budowę tarasu nad Wisłą. Za jego prezydentury przeprowadzona została zmiana ustawy samorządowej.
Współczesny mu ekonomista Aleksander Ivánka napisał o nim, że był mężczyzną "pięknej postawy, z siwymi wąsami Polonusa".
Zmarł w wieku 63 lat dnia 16 grudnia 1934. Pochowany został na cmentarzu na Bródnie w Warszawie (kwatera 28A-2-10).
Z małżeństwa z Zuzanną Górską miał syna Eliasza (1905–1991), uczestnika powstania warszawskiego, dowódcę kompanii sztabowej w Zgrupowaniu Kryska.